# 김준 (야구 선수)
김준(金濬, 1985년 10월 8일 ~ )은 KBO 리그 연천 미라클의 투수이다. 그의 아버지는 '데드볼왕'으로 잘 알려진 MBC 청룡 출신 내야수이자 현 독립구단 연천 미라클의 감독인 김인식이다.

## 한국 프로야구 시절

### SK 와이번스시절
2004년 SK 와이번스의 2차 9순위 지명을 받았으나 고려대학교에 진학하였고, 2008년 SK 와이번스의 2차 5순위 지명을 다시 받아 입단하였다. 2008년 시즌 1경기에 나와서 1이닝 동안 사사구 2개, 삼진 2개, 자책점 1로 평균 자책점 9.00을 기록했는데, 두산전에서 외야수 유재웅에게 빈볼을 던져 퇴장당한 이후 1군에 올라오지 못했다. 2009년 시즌 후 입대하여 코레일에서 공익근무요원으로 복무했으나 복무 중 신고선수로 전환되었다. 이후 2012년에 복귀하여 다시 1군에 올라와 2013년 5월 5일 한화 이글스전에서 데뷔 첫 승을 올렸다.

### KIA 타이거즈시절
2013년 11월 22일 2차 드래프트를 통해 KIA 타이거즈에 이적하였다. 하지만 2016년에 신고선수로 전환됐고, 결국 시즌 종료 후 류은재, 최용규, 브렛 필, 지크 스프루일 등과 방출됐다.

## 한국 독립야구 시절

### 연천 미라클시절
2017년에 입단하였다.

## 출신 학교
- 하탑초등학교
- 배명중학교
- 경기고등학교
- 고려대학교

## 통산 기록
| 년도 | 팀   | 평균자책 | 경기 | 완투 | 완봉 | 승 | 패 | 세이브 | 홀드 | 승률  | 타자 | 이닝 | 피안타 | 피홈런 | 볼넷 | 사구 | 탈삼진 | 실점 | 자책점 |
| ---- | ---- | -------- | ---- | ---- | ---- | -- | -- | ------ | ---- | ----- | ---- | ---- | ------ | ------ | ---- | ---- | ------ | ---- | ------ |
| 2008 | SK   | 9.00     | 1    | 0    | 0    | 0  | 0  | 0      | 0    | ?     | 7    | 1    | 2      | 0      | 1    | 1    | 2      | 1    | 1      |
| 2012 | SK   | 0.00     | 4    | 0    | 0    | 0  | 0  | 0      | 0    | -     | 14   | 3    | 4      | 0      | 1    | 0    | 3      | 0    | 0      |
| 2013 | SK   | 2.84     | 13   | 0    | 0    | 1  | 0  | 0      | 0    | 1.000 | 27   | 6.1  | 6      | 0      | 2    | 0    | 1      | 2    | 2      |
| 2014 | KIA  | -        | 1    | 0    | 0    | 0  | 0  | 0      | 0    | -     | 2    | 0    | 0      | 0      | 1    | 0    | 0      | 0    | 0      |
| 2015 | KIA  | 2.08     |      |      |      |    |    |        |      |       | 3    | 4.1  |        |        |      |      | 1      |      |        |
| 통산 | 시즌 | 2.45     | 5    | 0    | 0    | 1  | 0  | 0      | 0    | 000.  | 3    | .24  | 18     | 0      |      | 1    |        |      |        |